# Дёринг, Грасиэла
Грасиэла Дёринг (исп. Graciela Döring) (1939, Мехико, Мексика — 14 февраля 2018, там же) — мексиканская актриса театра и кино.

## Биография
Родилась в 1939 году в Мехико. В мексиканском кинематографе дебютировала в в 1959 году и с тех пор снялась в 29 фильмах и телесериалах. Также актриса была известна и в театральном направлении — сыграла всего лишь одну роль в одном спектакле, да так профессионально, что её сыгранную роль запомнили надолго. Это был спектакль Время и Конвеи, который шёл в течение всего 1962 года.
Скончалась 14 февраля 2018 года в Мехико.

## Фильмография

### Телесериалы
- 1959 — Тереса

## Театральные работы
- 1962 — Время и Конвеи